# 舟崎克彦
舟崎 克彦（ふなざき よしひこ、1945年2月2日 - 2015年10月15日）は、日本の作家、詩人、作詞家、挿絵画家、劇画原作者。森窓一郎名義での作品もあり、著書は300冊以上にのぼる。影響を受けた文学者として、谷崎潤一郎、金子光晴、西東三鬼の3人を挙げている。柔道三段。2015年3月まで白百合女子大学教授として文章表現と創作の授業を講じる。

## 来歴

### 出生から
1945年2月、キリスト教系の病院なら米軍の爆撃を免れるはずとの母の考えにより、東京都中央区明石町の聖路加国際病院にて誕生。父の舟崎悌次郎は和歌山県生まれ、京都帝国大学経済学部卒、元画家志望だった建築家で、当時は会社社長。克彦は末男として東京都豊島区千早町に育つ。舟崎家はもともと新潟県佐渡市金丸の財産家であり、祖父舟崎由之は日本金属創業者で衆議院議員だった。祖父の実兄の松栄俊三は相川町長や新潟県会議員、佐渡汽船会長などを歴任した。戦時中は祖父の設立した会社が軍需産業の一端を担っていたため、経済的に恵まれていた。

### 学生時代
1951年、2人の兄と同じように学習院初等科に入学。このとき左利きを右利きに変えさせられた。同級生に甯子内親王（のちの近衞甯子）や東郷和彦がいた。
1952年、日本舞踊の名取だった実母が克彦の目の前で心臓発作を起こして急逝する。この時期の事柄は自伝的作品『雨の動物園』（サンケイ児童出版文化賞・国際アンデルセン賞優良作品賞受賞）に詳しい。母の死後、ディズニー・アニメと野鳥飼育に熱中する。愛読書は中西悟堂や内田清之助で、将来の夢は鳥類学者になって山階鳥類研究所の所員になることだった。学業は不振だったが、鳥類学の知識だけは教師を凌いでいたという。このころ、ディズニー作品の模写によって画家としての素質を培う。
杉浦茂や馬場のぼるの漫画や、柳亭痴楽、林家三平、古今亭志ん生らの落語からも大きな影響を受けた。小学校4年生から5年生のとき、東京の民間人で5台目といわれる米国ベンディックス社のテレビ受像機を父が購入する。トニー谷、フランキー堺、三木のり平らのコメディ番組に夢中になった。
1957年、学習院中等科入学。新聞部に在籍して漫画を描く。さらに、バレーボール部に所属する傍ら、『悲しみよこんにちは』などの映画や、プレスリーなどの音楽に熱中する。このころ継母を迎える。
1960年、学習院高等科入学。美術部と生物部と柔道部と演劇部に籍を置き、他校との対抗戦がある時期には応援団の副団長をも引き受けた。最も熱中していたのは演劇部の活動だった。しかし、クラブ活動に入れ込みすぎたために学業成績が低下して、大学への学内推薦が受けられなくなった（卒業はさせるが大学には推薦しないという"上げ首"処分）。この鬱屈していた時期に、学内誌の編集長から勧められて初めて詩作をおこなう。
1963年に高等科を卒業し、代々木ゼミナールで1年間の浪人生活を送る。1964年、一般入試を経て学習院大学経済学部経営学科に入学。借金して第1詩集『いもむしの詩』を栄光社から自費出版したところ、完売して黒字になる。この詩集を買った女子短大生近江靖子（のちの舟崎靖子）の紹介で高田敏子の主宰する同人誌『野火』の創刊に参加する。さらに、『野火』編集長赤間太郎の世話により、作詞家岡本おさみたちと共に『朝日新聞』夕刊の連載コラム「山手線」に取材記者として参加し、キャップ涌井昭治の指導を受けた。この仕事は大学卒業まで続いた。
その傍ら柔道部と演劇部に在籍し、大学1年の時にはジャン・アヌイの芝居に出演する。演劇部の仲間・他大学の学生たち（井上理恵・佐藤正隆等）と日仏会館ホールでシイラ・デラニィ作『蜜の味』に出演した。柔道部で主将になったため余裕がなくなって、演劇部は退部する。学習院卒で柔道部という経歴から右翼と誤解され、児童文学界で顰蹙を買ったこともある。舟崎は「落語アナーキー」を自称しており、また、当時の学生バンドブームに乗ってフォークバンドを結成した柔道部の友人に自ら作詞した歌を提供、その中の一曲は後にクレイジーキャッツがレコードに吹き込んだ。

### 大学卒業後
画家志望でもあったが「才能がないからやめろ」と周囲に猛反対されて断念、1968年に大学を卒業すると、父の世話で東京建物の横浜支店に勤務し、不動産の鑑定評価業務に携わる。この年の秋に近江靖子と結婚、東京都世田谷区で所帯を持つ。
会社からはアルバイト禁止を言い渡されていたため、靖子と共にペンネームでレコードの作詞、荒木一郎のディスクジョッキー番組のシナリオ執筆、雑誌のイラスト制作といった仕事を続ける。
1969年、長女誕生。同年、不動産鑑定評価の業務が高等数学を要求されるため胃潰瘍となり、自宅療養中、暇に飽かせて『トンカチと花将軍』を靖子と共に執筆する。
1970年、『トンカチと花将軍』の原稿が旧知の高橋睦郎を経て矢川澄子の手に渡り、福音館書店に委ねられる。同年5月、第2詩集『塔は影をかばい乍ら』を森窓一郎名義で思潮社から上梓する。

### 童話作家として
胃潰瘍は一旦は回復したが、義理のある人々に向けて退職の口実を設けるため、意図的に胃潰瘍を再発させ、1971年に東京建物を退社する。同年、『トンカチと花将軍』が福音館書店から刊行され、童話作家としてデビューする。続いて同年、『野ウサギのラララ』を福音館書店の『母の友』誌に7か月間連載する（靖子との共作）。しかし福音館書店から、単行本化を拒絶される（後年、1999年に理論社から刊行）。同年、『スカンクプイプイ』をあかね書房から上梓する。同じく靖子との共作だった。
1972年、長男誕生。1973年、単独で執筆した初めての長編ファンタジー『ぽっぺん先生の日曜日』を出版社5、6社に持ち込んだところ、それまでの児童文学とあまりに違っていたのでことごとく拒絶反応を受けたが、高橋睦郎によって紹介された吉岡実の仲介で筑摩書房からの出版が決定する。以後、シリーズ物となって刊行されている。
1974年、高橋の誘いにより、吉村作治企画のギリシア・エジプト旅行に参加する。1975年、次女誕生。
1978年から数年間、ボローニャ国際児童図書展ツアーのアドバイザリースタッフとなり、ミヒャエル・エンデたちと交遊する。
1979年から3年間、NHK教育テレビ『おかあさんといっしょ』人形劇シナリオ『ブンブンたいむ』の台本を合計約700本執筆する。
1981年、靖子と離婚する。しかし以後も、仕事の上での共作関係は続く。
大人向けの小説も手がけ、『獏のいる風景』『黄昏クルーズ』は「奇妙な味」の作品、『ゴニラバニラ』では妖怪を扱い、『暗くなり待ち』では近親相姦を扱い、『鐘は鳴り 私はのこる』では英国人女性との恋愛を扱っている。
イラストレーターとして、『トンカチと花将軍』や『ぽっぺん先生』シリーズ、および『ピカソ君の探偵ノート』シリーズなどでは挿絵も手がけている。
1995年に発表した童話『それでも夜は明ける』（秋書房）は、児童文学では稀有な、阪神・淡路大震災をテーマにした作品である。
2015年3月まで白百合女子大学教授。同大学と調布市の共同事業として、桐朋学園芸術短期大学教授井上理恵とせんがわ劇場で、自身の作品（『悪魔の林檎』など）の舞台化を発表しつづけた。
2015年10月15日逝去。70歳没。『魔界遍歴』（静山社、2015年10月6日）が最後の著作となった。
長女の舟崎真理には舟崎靖子との共著がある。

### 受賞歴
- 1974年3月、『ぽっぺん先生と帰らずの沼』により第4回赤い鳥文学賞受賞。
- 1975年、『雨の動物園』により第22回サンケイ児童出版文化賞受賞。
- 1976年、『雨の動物園』が国際アンデルセン賞優良作品に選ばれる。および『あのこがみえる』がボローニャ国際児童図書展子どもの本の部グラフィック賞推奨。
- 1983年、東逸子との絵本『Qはせかいいち』により第30回サンケイ児童出版文化賞受賞。
- 1984年、村上豊との絵本『はかまだれ』で絵本にっぽん賞受賞。
- 1986年、杉浦範茂との絵本『かぜひきたまご』でサンケイ児童出版文化賞受賞。
- 1989年、『ぽっぺん先生』シリーズにより、第11回山本有三記念路傍の石文学賞受賞[6]。
- 2008年、『悪魔のりんご』で第7回日本絵本賞受賞。

## 『ピカソ君』と『名探偵コナン』の類似性について
青山剛昌の漫画『名探偵コナン』は、舟崎の『ピカソ君の探偵帳』と主人公のキャラクター設定が類似しており、かつ同じ探偵ものであるとの読者の指摘を受け、舟崎が小学館編集部に問い合わせをしたところ、「作者は舟崎さんの作品を読んでいないかもしれません。だが、スタッフが『ピカソ君』のシチュエーションを面白がって、一アイデアとして提供した可能性はないとは云えない」という回答を得ている（舟崎著『これでいいのか子どもの本!!』風涛社・所収）。ちなみに『ピカソ君の探偵帳』の初出は1981年、福音館書店『子どもの館』4月号からであり、1983年には同社より単行本化されている。一方『名探偵コナン』の初出は小学館『週刊少年サンデー』平成6年（1994年）5号からとなっている。

## 著書
- 『ガヤガヤムッツリ』あかね書房 1972年
- 『はらだちごんべ』金沢佑光絵 ポプラ社 おはなし名作絵本 1973年
- 『ぽっぺん先生シリーズ』筑摩書房
- 『雨の動物園 私の博物誌』偕成社 1974年 のち角川文庫、ちくま文庫、岩波少年文庫
- 『もぐらのチクタク』ポプラ社 1974年
- 『あしたとんでゆけ』新坂かずお絵 偕成社 1975年
- 『あのこがみえる』味戸ケイコ絵 偕成社 1975年
- 『王さまブルブル』西村郁雄絵 ポプラ社 1975年
- 『ゴニラバニラ』角川書店 1975年
- 『ババロアさん今晩は』偕成社 1975年 のち童心社
- 『メケメケだらけ』文研出版 1975年
- 『森のうんどうかい』上条滝子絵 ポプラ社 1975年
- 『よばわりやま』福田庄助絵 フレーベル館 1975年
- 『なんじゃもんじゃ』ポプラ社 1976年
- 『よあけのゆめ』味戸ケイコ絵 偕成社 1976年
- 『いたちのプンカンとのねずみのチララン』黒井健絵 ポプラ社 1977年
- 『えんぴつこぶた』古川タク絵 あかね書房 1977年
- 『こがねの椿と長者どの ほか花をめぐる話』石倉欣二絵 家の光協会 日本の民話 1977年
- 『なんでもでんわ』エム・ナマエ絵 旺文社 1977年
- 『はじめにんげん』園山俊二画 小学館 1977年
- 『あしたのうた』味戸ケイコ絵 偕成社 1978年
- 『王さまだらけ』久里洋二絵 PHP研究所 1978年
- 『鬼ぞろぞろ』赤羽末吉絵 偕成社 1978年
- 『しぜんのふしぎ 「き」じいさんのはなし』岩村和朗絵 主婦と生活社 1978年
- 『たぬきのふろしき』ポプラ社 1978年
- 『チンパンジーのかんごふさん』竹山のぼる画 小学館 1978年
- 『てのひらゆうえんち』秋書房 1978年
- 『森からのてがみ』ポプラ社文庫 1978年
- 『やまねこシリーズ』奈良坂智子絵 ポプラ社
  - 『やまねこのほし』1978年
  - 『やまねこのうみ』1984年
  - 『やまねこの1年生』1985年
  - 『やまねこのおばけ大会』1986年
- 『うたのたび』詩 飯野和好画 童心社 1979年
- 『せかいいちのごちそう』佐々木マキ絵 理論社 1979年
- 『なきべそおおかみ』橋本淳子絵 ポプラ社 1979年
- 『びっくりレストラン』奥田怜子絵 佼成出版社 1979年
- 『まよなかのおやつ』秋書房 1979年
- 『メリー・クリスマス』味戸ケイコ絵 偕成社 1979年
- 『リボンヌ』金子国義絵 筑摩書房 1979年
- 『ブンブン・シリーズ』偕成社
  - 『ブンブンのクリスマス』1980年
  - 『ブンブンのおべんとう』1981年
  - 『ブンブンのたんじょうび』1981年
- 『もりのシランプリ』秋書房 1980年
- 『とっちゃんこぞう』長谷川集平絵 ポプラ社 1981年
- 『におうとどっこい』田木宗太絵 チャイルド本社 1981年
- 『ファンタジィの祝祭』文化出版局 1981年
- 『Qはせかいいち』東逸子絵 偕成社 1982年
- 『ゆみたろう』林恭三絵 講談社 1982年
- 『しっぽがなんだ』鈴木康司絵 小学館 1983年
- 『なんでもはかせ・シリーズ』長新太絵 旺文社
  - 『なんでもはかせのなんでもパンツ』1983年
  - 『なんでもはかせのびっくりテレビ』1984年
  - 『なんでもはかせのプーセンガム』
  - 『なんでもはかせのちょんまげりょこう』1986年
  - 『なんでもはかせのどっきりおんせん』
  - 『なんでもはかせのなんでもシロップ』1987年
- 『ピカソ君シリーズ』
  - 『ピカソ君の探偵帳』福音館土曜日文庫　1983年
  - 『ピカソ君の探偵ノート』パロル舎 1994年
  - 『ピカソ君の探偵ノート2 マカロニグラタン殺人事件』パロル舎 1995年
  - 『ピカソ君の探偵ノート3 大リーガー殺人計画』パロル舎 2000年
- 『ぼくんちおばけ』秋書房 1983年
- 『もしもしウサギです』ポプラ社文庫 1983年
- 『あくまのりんご』岩切美子絵 秋書房 1984年
- 『ぶたっ子テレビ きみこそスターだ』岩切美子絵 ポプラ社 1984年
- 『まほうのパチクリ』ポプラ社 1984年
- 『獏のいる風景』筑摩書房 1985年
- 『フータにまかせろ』岩切美子絵 ポプラ社 1985年
- 『愛の薔薇伝説 サン・ジョルディ物語』宇野亜喜良絵 ほるぷ出版 1986年
- 『マック・マックローものがたり』筑摩書房
  - 『王子マックとなかまたち』1986年
  - 『こどもの城は大さわぎ』1987年
  - 『こどもの城のびっくりせんそう』1988年
- 『かぜひきたまご』杉浦範茂絵 講談社 1986年
- 『鐘は鳴り私はのこる』朝日新聞社 1986年
- 『なんにもせんにん』古川タク絵 佼成出版社 1986年
- 『パンダのプックン・おぎょうぎえほん』小峰書店
  - 『プックンのいちにち』1986年
  - 『プックンのおでかけ』
  - 『プックンのごあいさつ』
  - 『プックンのおしょくじマナー』1987年
  - 『プックンのこうつうあんぜん』
  - 『プックンのようちえん』1988年
- 『ポピーとボビー』クー・チュウピン絵 佑学社 1986年
- 『アンドロメダ特急』福島治画 岩崎書店 1987年
- 『四年二組のとうめい人間』南家こうじ絵 ポプラ社 1987年
- 『カメヤマカメタの一がっき』南家こうじ絵 草土文化 1988年
  - 『カメヤマカメタのうんどうかい』1991年
- 『ジルバ・シリーズ』宇野亜喜良絵 ほるぷ出版
  - 『黒猫ジルバ』1988年
  - 『旅猫ジルバ』1989年
  - 『夢猫ジルバ』1990年
- 『仙人になる方法』太田大八絵 小峰書店 赤い鳥文庫 1988年
- 『とべ!"おちこぼれ馬"ミルキーウェイ 五輪へ出場した沢井選手と馬の物語』田中槙子絵 偕成社 1988年
- 『まよなかのおつかい』秋書房 1988年
- 『暗くなり待ち』白水社 物語の王国 1989年
- 『ヤマネコさつじん事件』佐々木マキ絵 金の星社 1989年
- 『夜猫ホテル』落田洋子画 ウオカーズカンパニー 1989年
- 『お電話倶楽部』ちくま文庫、1990年
- 『おやすみなさいサンタクロース』小沢摩純絵 理論社 1990年
- 『チラホラもりのはいしゃさん』黒井健絵 ポプラ社 1990年
  - 『ゾウさんのハブラシ』 1991年
  - 『ケチャップせんせいありがとう』 1992年
- 『なぞなぞいくつ?』長新太絵 あすなろ書房 1990年
- 『ムササビ「モモ」の卒業式』津田かつみ絵 偕成社 わたしのノンフィクション 1990年
- 『きょうりゅうがやってきた』スズキコージ絵 くもん出版 1991年
  - 『アパトザウルスにまかせなさい』
  - 『イグアノドンですまいどあり』
  - 『ステゴザウルスはまいごです』
  - 『ポドケザウルスなんまいだ』
  - 『マメンチザウルスはわたしんち』
- 『からすのカラッポ』黒井健絵 ひさかたチャイルド 1991年
- 『ポッポとプップ』童心社 1991年
- 『ポッケはべんりやくん』理論社
  1. 『もりのにんきもの』1991年
  2. 『ゆきだ!それいけ』1992年
  3. 『ポッケのたんぽぽサラダ』1992年
  4. 『よるはドキドキ』1992年
  5. 『もりのクリスマス』1992年
  6. 『ポッケの大じけん』1993年
  7. 『ポッケの本日おやすみ』1993年
  8. 『びっくりたんじょうび』1993年
  9. 『みんなのそっくりピザ』1993年
  10. 『ポッケのおひっこし』1994年
- 『天使のパヴァーヌ』沢渡朔撮影 宇野亜喜良画 白泉社 1992年
- 『なぞのマメずきん』長新太絵 あかね書房 1992年
  - 『うわさのマメずきん』1994年
- 『ひよこまつり』味戸ケイコ絵 国土社 かざぐるま幼年どうわ 1992年
- 『もりのドギマギ』橋本淳子絵 文渓堂 1992年
- 『これもえんです』橋本淳子絵 文渓堂 1993年
- 『ターザンゲーム』橋本淳子絵 文渓堂 1993年
- 『黄昏クルーズ』朝日新聞社 1993年
- 『トムくんヤムくん ふしぎの森の物語』ヒロナガシンイチ絵 くもん出版 1993年
- 『王子マックの大冒険』パロル舎
  1. 『マックロイ城のおばけたち』
  2. 『カナリヤ王国のひみつ』1994年
  3. 『将軍カオスの逆襲』
- 『からだのふしぎ ハテナはかせとカラダくん』ひかりのくに 1994年
- 『花ふぶき江戸のあだうち』橋本淳子絵 文渓堂 1994年
- 『いぬねこかさねがふち』橋本淳子絵 文渓堂 1995年
- 『ウニマルじゃ!!』学習研究社 1995年
- 『それでも夜は明ける』秋書房 1995年
- 『ばけべそチャンネル』月岡貞夫絵 教育画劇 1995年
  1. 『ばけべそひめがやってきた』
  2. 『ばけべそ大王のふくしゅう』
- 『ようこそもりのおばけパーティー プッチとヌーボ』内田佳代子絵 ポプラ社 1995年
  - 『プッチとヌーボとかいぶつドロンゴ』1996年
- 『原始くんがやってきた!!』長新太絵 小峰書店 1996年
- 『とうきょうものがたり』井上洋介絵 ボプラ社 1996年
- 『舟崎家の怪談 語り下ろし』パロル舎 1996年
- 『おまじないさん』スズキコージ絵 ベネッセコーポレーション 1997年
- 『カカシのアタシ』鈴木ほたる絵 ひさかたチャイルド 1997年
- 『ハナクソ太郎のぼうけん』学習研究社 1997年
- 『ほしのたびびと』おぐらひろかず絵 ひさかたチャイルド 1997年
  - 『かぜのたびびと』2001年
- 『モンプチ人形のぼうけん旅行』奥田怜子絵 金の星社 1997年
- 『かいけつウンコの助』学習研究社 1998年
- 『浮揚譚』建石修志画 パロル舎 1998年
- 『おめでとう』宇野亜喜良絵 福音館書店 1999年
- 『かいじんハテナ?』スズキコージ絵 小学館 1999年
- 『さよなら、あの日の動物たち』時事通信社 1999年
- 『岬まで To the cape』味戸ケイコ画 パロル舎 1999年
- 『これでいいのか、子どもの本!!』風濤社 2001年
- 『ぷっちんとちゃっぷん ふうせんりょこう』藤城清治絵 講談社 2001年
- 『るすばんおばけ』西川おさむ絵 佼成出版社 2001年
- 『大仙人』橋本淳子絵 小林敏也構成 パロル舎 2002年
- 『もぐらのムックリ』黒井健絵 ひさかたチャイルド 2002年
- 『ナスビだよ〜ん』ポプラ社 2003年
- 『ネギでちゅ』ポプラ社 2003年
- 『南の島のチャタン』塩澤文男写真 佼成出版社 2003年
- 『モンスター学園』ポプラ社 2003年
  - 2（ドラキョンの初恋）
  - 3（妖怪大集合）
  - 4（女王の氷のキス）2004年
  - 5（テレビ・デビューは大さわぎ）2005年
- 『宇曽保物語 動物寓話集』井上洋介絵 風濤社 2004年
- 『にんじゃにんじゅろう』飯野和好絵 学習研究社 2004年
- 『のうさぎミミオ』あかね書房 2005年
- 『ぷぅ』中田弘司絵 ポプラ社 2005年
- 『悪魔のりんご』宇野亜喜良画 小学館 2006年
- 『ギャバンじいさん』井上洋介絵 パロル舎 2006年
- 『月光のコパン』岩波書店 2007年
- 『チクチクのおばけりょこう』あかね書房 2007年
- 『魔もののおくりもの』宇野亜喜良画 小学館 2008年
- 「すきすきレインボー」荒木慎司絵 小学館
  - 『たんていピンポン!!』2009年
  - 『たんていピンポン!!あぶないレストラン」2010年
- 『ハナカミ王子とソバカス姫』ささきみお絵 ひさかたチャイルド 2009年
- 『作家の昼下がり 舟崎克彦エッセイ集』パロル舎 2010年
- 『白百合女子大学舟崎教授の創作演習』朝日クリエ 2010年
- 『森の謝肉祭』野村直子絵 パロル舎 2010年
- 『ここにいる』詩 味戸ケイコ画 ポプラ社 2011年
- 『クレヨンマジック』出久根育絵 鈴木出版 2013年
- 『まるかいてピョン』そうえん社 2014年

### 日本の神話
- 『日本の神話 第4巻（いなばのしろうさぎ）』赤羽末吉絵 トモ企画 1984年
- 『日本の神話』全6巻 赤羽末吉絵 あかね書房 1995年

### 共著・編
- 『スカンクプイプイ』舟崎靖子共著 克彦絵 あかね書房 1971年
- 『トンカチと花将軍』舟崎靖子共著 福音館書店 1971年 のち角川文庫、講談社文庫、フォア文庫、福音館文庫
- 『詩のおくりもの 自然の詩』編 筑摩書房 1981年
- 『バサラ』 舟崎克彦原作、くさのあきひろ漫画、講談社(アフタヌーンKCデラックス)  1989年
- 『不思議の国の"アリス" ルイス・キャロルとふたりのアリス』笠井勝子共著 山口高志撮影 求竜堂グラフィックス 1991年
- 『野ウサギのラララ』舟崎靖子共著 舟崎克彦画 理論社 1997年
- 『マカフシギ物語』三間由紀子共著 舟崎克彦絵 大日本図書 1998年
- 『那須野ケ原ものがたり 1000年の森を育む 絵本集』宮澤賢治、堀井清之共編著 近代文藝社 2013年

### 翻訳
- パット・ハッチンス作・絵『びっくりパーティー』ポプラ社 1977年
- アーノルド・ロベル文・絵『どうぶつえんのピクニック』岩波書店 1978年
- ジョン・アストロップ作・絵『いたずらこざる』ポプラ社 1979年
- ジャック・ケント作・絵『ぼくはブラーだ!』佑学社 1979年
- フランク・ミュール作 ジョーゼフ・ライト絵『ぼくはめちゃ犬』佑学社 1979年
  - 『やったぜめちゃいぬ』佑学社 1980年
  - 『めちゃいぬおうじ』1981年
- ジョン・アストロップ 作・絵『ライオンくんはひとりぼっち』ポプラ社 1979年
- 『王さまマックロイ』ハンス・ヴィルヘルム絵 佑学社 1981年
- 『古典のおくりもの 聖書物語』鈴木康司絵 三省堂、1981年
  - 王の時代、天地創造、モーセの十戒
- ジム・スレーター作 クリストファー・スレーター絵『小さなかいぶつたち』ポプラ社 1981年
  - 『かいぶつドロゴン』
  - 『かいぶつニジタン』
  - 『かいぶつマルカジリ』
  - 『ガブガブくん』
  - 『ゲラゲラくん』
  - 『たすけて!ガブガブくん』
  - 『パチクリどり』
  - 『まぬけかいぶつはんぶんこぞう』
  - 『ムシャムシャくん』
  - 『ゆきぼうず』
- パトリシア・ライリイ・ギフ作 スザンナ・ナティ絵『ついてないねロナルドくん』あかね書房 1981年
- ジーン・トリー『魔法のスーパーカーブ』旺文社 1981年
- S.マスコウィッツ『アメリカン・ラビット』角川書店 1982年
- 呉承恩原作『西遊記』石倉欣二絵 集英社 少年少女世界の名作 1982年
- インマ・ドロス、ハリー・ギーレン文 マイケル・ジュップ絵 セシル・カーティス解説『ないない谷の物語』中川志郎共訳 ブック・ローン出版 1982年-1983年
- レスリー・ウィリアムズ文 カルム・ソレ・ヴェンドレル絵『くものくまさん』ほるぷ出版 1983年
- ウィリアム・M.ティムリン作/絵『星の帆船』立風書房 1983年
- S.マスコウィッツ『チョコレート・ムース』角川書店 1984年
- S.マスコウィッツ『パッチワーク・フィッシュ』角川書店 1984年
- 厳呉嬋霞文 辜昭平絵『あめふりゴロゴロ』佑学社 1986年
- ルース・ブラウン作・絵『なんだこりゃ?』佑学社 1986年
- バーバラ・リード作 ハワード・B.ルイス絵『サンタベアーのクリスマス』架空社 1988
- ブルクハルト・バルトス『コウノトリのロッテアフリカへの旅立ち』くもん出版 1991年 （くもんの環境保護シリーズ）
- 『ファーブル昆虫記』訳・絵 集英社 1994年
- バニース・ラム『スタンリイのおしごと』ほるぷ出版 1996年
- バニース・ラム『めいけんスタンリイ』ほるぷ出版 1996年
- 「世界の神話絵本」ほるぷ出版
  - 『アダムとイヴ』橋本淳子絵 1997年
  - 『アマテラス』東逸子絵 1997年
  - 『アルテミス物語』木村かほる絵 1997年
  - 『ケツアルコアトルの道』スズキコージ絵 1997年
  - 『三体の神の物語』横尾美美絵
  - 『フィンの伝説』宇野亜喜良絵
  - 『女神イシス』合田佐和子絵